# Amphoriscus
Amphoriscus és un gènere d'esponja calcària de la familia Amphoriscidae. Aquest gènere va ser descrit, per primera vegada, per Ernst Haeckel el 1870.

## Taxonomia
El gènere inclou 17 espècies,
- Amphoriscus ancora (Van Soest, 2017)
- Amphoriscus buccichii (Ebner, 1887)
- Amphoriscus chrysalis (Schmidt, 1864)
- Amphoriscus cyathiscus (Haeckel, 1870)
- Amphoriscus cylindrus (Haeckel, 1872)
- Amphoriscus dohrni (Sarà, 1960)
- Amphoriscus elongatus (Poléjaeff, 1883)
- Amphoriscus gastrorhabdifer (Burton, 1932)
- Amphoriscus gregorii (Lendenfeld, 1891)
- Amphoriscus kryptoraphis (Urban, 1908)
- Amphoriscus oviparus (Haeckel, 1872)
- Amphoriscus pedunculatus (Klautau, Cavalcanti & Borojevic, 2017)
- Amphoriscus salfii (Sarà, 1951)
- Amphoriscus semoni (Breitfuss, 1896)
- Amphoriscus synapta (Schmidt in Haeckel, 1872)
- Amphoriscus testiparus (Haeckel, 1872)
- Amphoriscus urna (Haeckel, 1872)